# Lyft Titanic
Lyft Titanic (engelska: Raise the Titanic) är en brittisk-amerikansk-australiensk actionfilm från 1980 i regi av Jerry Jameson.
Filmen bygger på Clive Cusslers roman Lyft Titanic!.

## Handling
En riskfylld operation för att lyfta RMS Titanic från havsbottnen genoförs för att komma åt en ytterst sällsynt mineral som ska finnas inlåst i oceanångarens lastrum.

## Rollista i urval
- Jason Robards - amiral James Sandecker
- Richard Jordan - Dirk Pitt
- David Selby - doktor Gene Seagram
- Anne Archer - Dana Archibald
- Alec Guinness - John Bigalow
- J.D. Cannon - kapten Joe Burke
- Bo Brundin - kapten Andre Prevlov
- M. Emmet Walsh - Vinnie Giordino
- Norman Bartold - amiral Kemper
- Elya Baskin - Marganin
- Dirk Blocker - Merker
- Paul Carr - Nicholson